# Kingswood (Kent)
Kingswood – wieś w Anglii, w hrabstwie Kent, w dystrykcie Maidstone. Leży 10 km na południowy wschód od miasta Maidstone i 62 km na południowy wschód od centrum Londynu.